# Stauweiher Bieberstein
Der Stauweiher Bieberstein der Wiehl liegt zwischen Reichshof-Brüchermühle und Wiehl-Remperg in der Nähe von Gummersbach im Oberbergischen Kreis. Dieser Stausee ist ein Treffpunkt für Angler und Wanderer. Er dient der Stromerzeugung sowie als Ausgleichsweiher. Eine Rohrturbine erzeugt ca. 0,8 Mio. kWh Strom jährlich. Der Hauptwehrkörper ist als dreieckförmige Betonschwelle mit darauf aufgesetzter Fischbauchklappe ausgeführt. Der Damm ist ein Erddamm mit innenliegender Lehmkerndichtung. Betrieben wird die Stauanlage durch den Aggerverband.
Der Stauweiher Bieberstein beheimatet viele verschiedene Fischarten. Darunter Bachforellen, Aale, Zander, Stichlinge, Karpfen, Schleien und Regenbogenforellen (welche hier regelmäßig eingesetzt werden). Durch den reichen Fischbestand ist der Stauweiher zu einem beliebten Ausflugsziel für Angler geworden, ist jedoch für Gastangler nur von der Südseite zu befischen.

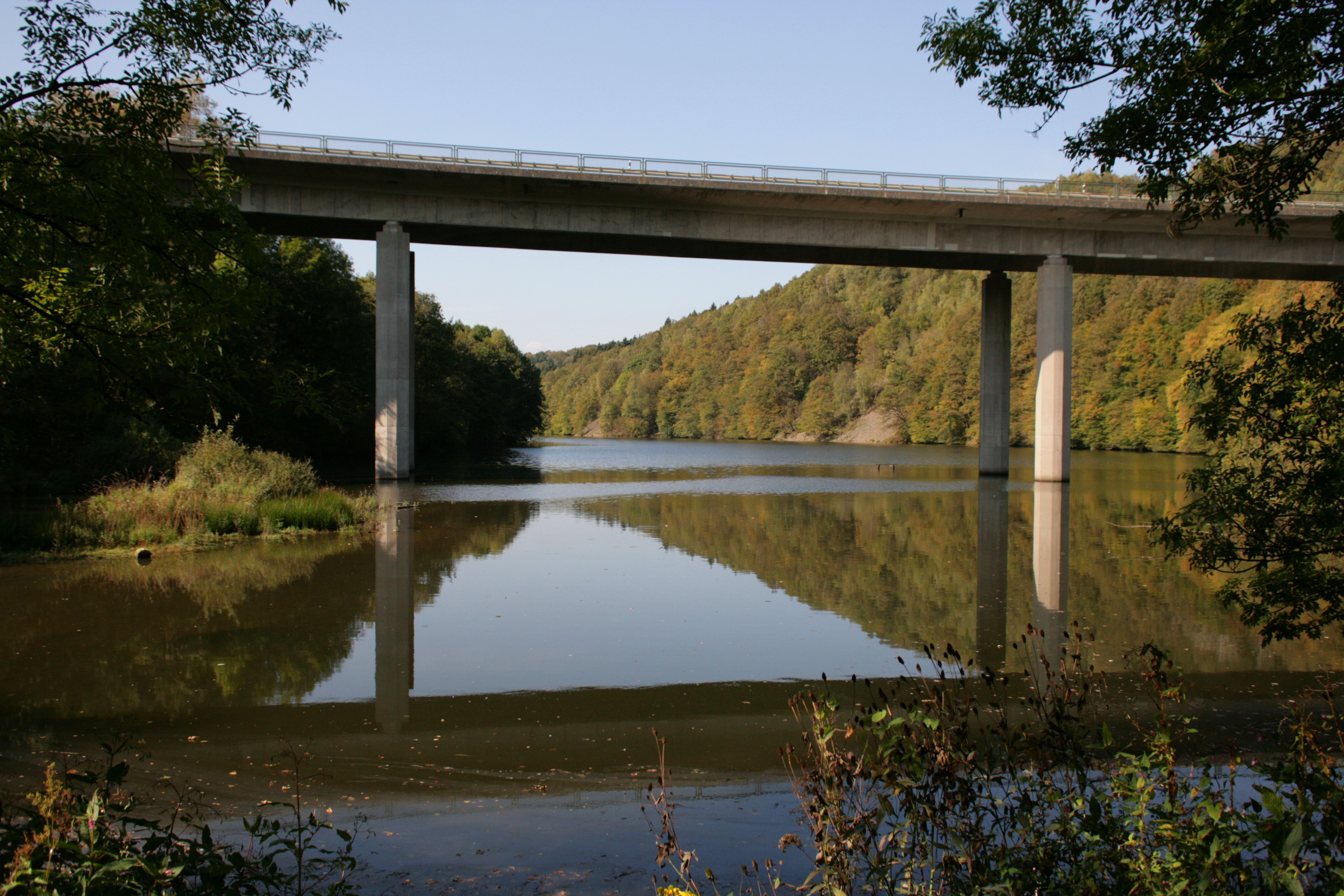
Stauweiher Bieberstein mit Brücke der Bundesstraße 256
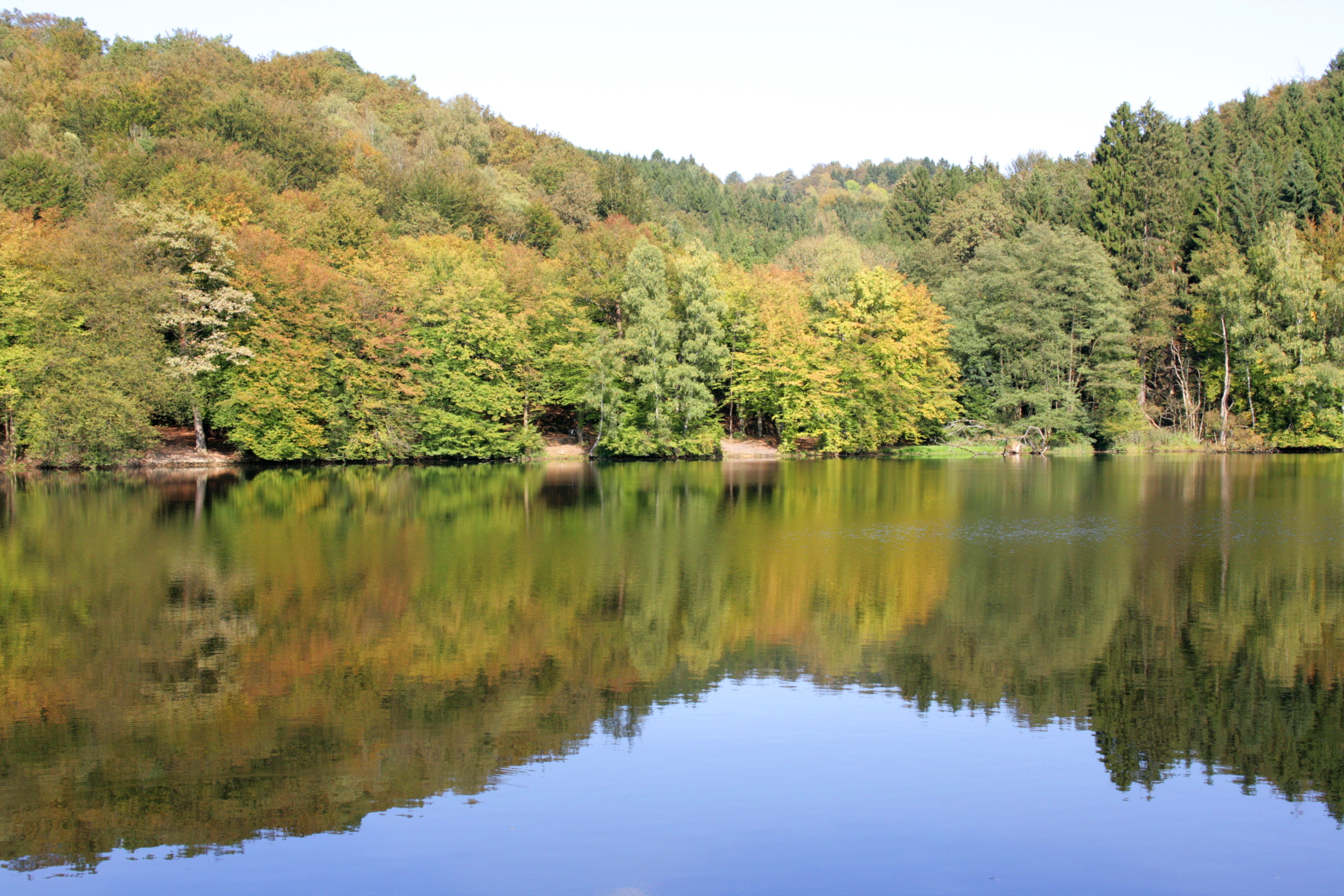
Blick über den See auf das Nordufer
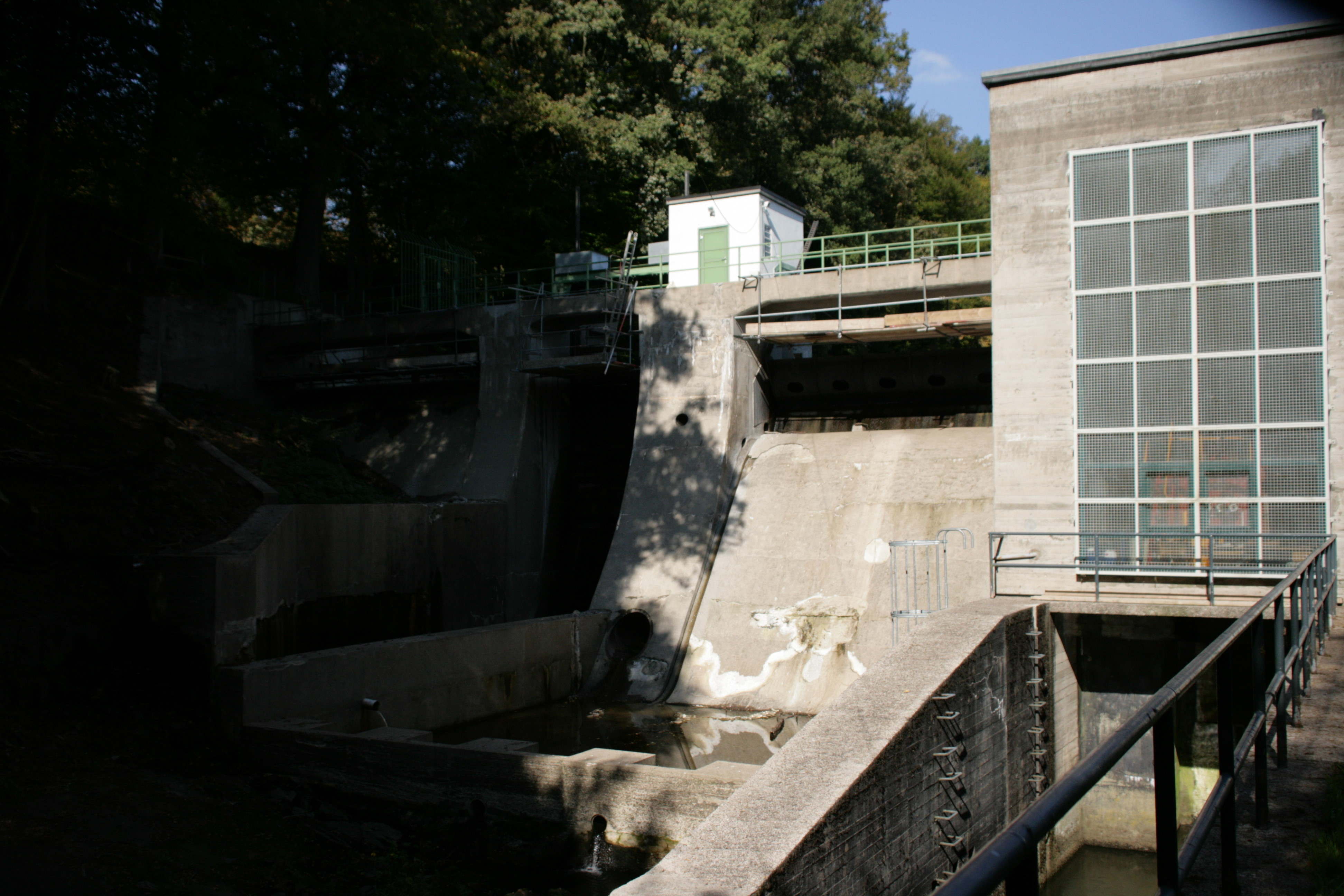
Absperrbauwerk mit Wasserkraftanlage